# La Cinta
La Cinta är en ort i Mexiko.   Den ligger i kommunen Pénjamo och delstaten Guanajuato, i den centrala delen av landet, 300 km väster om huvudstaden Mexico City. La Cinta ligger 1 690 meter över havet och antalet invånare är 119.
Terrängen runt La Cinta är platt åt sydväst, men åt nordost är den kuperad. Runt La Cinta är det ganska tätbefolkat, med 104 invånare per kvadratkilometer. Närmaste större samhälle är La Piedad Cavadas, 13,3 km sydväst om La Cinta. Trakten runt La Cinta består till största delen av jordbruksmark.